# Morihiro Saitō
Pour les articles homonymes, voir Saito.
Morihiro Saitō (斉藤 守弘 ou 齋藤 守弘, Saitō Morihiro), né le 31 mars 1928 à Ibaraki et mort le 13 mai 2002 à Iwama, était un maître d'aikido (9e dan). Maître Saitō pratiqua l'aïkido pendant 56 ans, de l'âge de 18 ans, quand il rencontra le fondateur de l'aikido Morihei Ueshiba, à sa mort en 2002.

## Jeunesse
Morihiro Saito naît dans la préfecture d'Ibaraki, au Japon le 31 mars 1928. Il grandit dans un village de fermiers pauvres pendant les années 1930 et au début des années 1940. À cette époque, les arts martiaux du kendo et du judo sont enseignés dans les écoles japonaises, et le jeune Saitō choisit d'étudier le kendo.
Les années qui suivent la fin de la Seconde Guerre mondiale, la pratique des arts martiaux ainsi que le port d'armes sont interdits. Saitō se tourne alors vers le karate Shinto-ryū au Shudokan à Meguro. Rapidement, son employeur, les chemins de fer nationaux japonais, le transfère à Iwama, où il est obligé de chercher un autre art martial qu'il pourrait pratiquer. Pensant que le judo pourrait être un complément à ses connaissances au kendo et au karate, il commence l'entrainement au dojo d'Ishioka. Cependant, pendant l'été 1946, Saitō entend parler d'« un vieil homme utilisant des techniques étranges dans la montagne près d'Iwama ». Les gens ne savait pas exactement quel art martial cet homme pratiquait, mais un instructeur de judo lui dit que cet homme enseigne le « Ueshiba-ryū Judo ».

### Rencontre avec le fondateur
En juillet 1946, le Commandant suprême des forces alliées, plus connu sous le sigle GHQ au Japon, interdit la pratique des arts martiaux, ce qui force Morihei Ueshiba à un retrait officiel de la pratique pendant plusieurs années. Ueshiba profite de cette occasion pour se retirer dans la petite ville d'Iwama et s'engage dans une pratique ascètique (shugyō). C'est certainement pendant cette période qu'Ueshiba perfectionne sa pratique de l'aikido.
C'est à peu près à cette période que Saitō rejoint Ueshiba, à l'âge de 18 ans. Il y avait déjà des élèves internes (ushi deshi) au dojo Ueshiba : Kisshomaru Ueshiba, Koichi Tohei et Tadashi Abe. Ce premier contact est plutôt brutal, mais après avoir persévéré quelques années, Saitō devient l'un des étudiants les plus proches de Ueshiba. Grâce à son emploi à la compagnie des chemins de fer, où Saitō alterne 24 heures de travail avec 24 heures de repos, il peut pratiquer l'aikido plus régulièrement que la plupart des autres élèves. Ainsi durant les périodes où O'Sensei réside à Iwama, Saitō est souvent le seul partenaire d'entrainement de Ueshiba pendant ces années, et il a l'unique occasion de s'entraîner avec le fondateur au sabre (aikiken) et au bâton (aikijō), ces entrainements ayant lieu tôt le matin avant l'arrivée des autres étudiants.

### Entrainements
L'entraînement au dojo d'Iwama consiste principalement en un travail de ferme. La vie des élèves internes consiste en une prière chaque matin avant le lever du soleil, deux repas de bouillie de riz par jour, et l'entraînement intercalé avec des travaux de ferme. L'emploi de Saitō à la compagnie des chemins de fer ne lui permet de vivre comme élève interne qu'un jour sur deux, mais pour 24 heures. Finalement, les autres élèves internes doivent partir pour trouver ou garder leur travail. Et Saitō se retrouve seul pour l'entraînement avec Ueshiba.
Bien que d'autres étudiants comme Koichi Tohei s'entraînassent avec Ueshiba depuis plus longtemps que Saitō, l'emploi de ce dernier lui permet de rester comme élève interne, et pour de longues périodes comme le seul étudiant.
De 1946 jusqu'à la mort de Ueshiba en 1969, Saitō sert d'assistant à Ueshiba à Iwama, tandis que sa femme s'occupe de Mme Ueshiba. Pendant sa période deshi, Saitō enseigne l'aikido au dojo d'Iwama.

### Mort d'Ueshiba
Avant sa mort, Morihei Ueshiba donne à Morihiro Saito la responsabilité de l'enseignement au dojo d'Iwama, ainsi que la garde de l'Aiki Jinja.

## Le maître d'aikido
Au début des années 1970, des étudiants étrangers viennent s'entraîner à Iwama sous la direction de Saitō. On peut citer Ulf Evenås (7e dan Iwama Ryu) - Suède, Alain Grason (7e dan Iwama Ryu) - France, Paolo Corallini (7e dan Iwama Ryu) - Italie, Patricia Guerri (7e dan), Philippe Voarino (7e dan), Daniel Toutain (6e dan Iwama Ryu), France, Giorgio Oscari (5th Mokuroku, 5th dan Iwama ryu, 6 dan Aikikai) Italie, Jean Marc Serio (6e dan Iwama Ryu) (6e Aikikai de Tokyo) -  France, Lars Göran Andersson - Suède, Patricia Hendriks - États-Unis, Tristão da Cunha - Portugal, Lewis De Quirós - Espagne, Miles Kesler - États-Unis, Tony Sargeant - Royaume-Uni et bien d'autres. Le type d'aïkido pratiqué par ces étudiants est souvent désigné sous le nom de Iwama aikido, ou aikido d'Iwama. Parallèlement, les étudiants de Morihiro Saito retournés en Europe ou aux États-Unis s'organisent en école sous le nom d'Iwama ryū, et obtiennent leur grades directement d'Iwama plutôt que de l'Aïkikaï, bien qu'ils aient le plus souvent le choix. Morihiro Saitō ne quitte cependant jamais la structure de l'Aïkikaï, et à sa mort, la responsabilité du dojo d'Iwama est confiée à son fils, Hitohiro Saitō.